# Burgdorf-Peiner Geest
Die Burgdorf-Peiner Geest ist eine von End- und Grundmoränen beherrschte Geestlandschaft zwischen Hannover und Braunschweig in Niedersachsen.
Das Gebiet, auch als Burgdorf-Peiner Geestplatten oder Burgdorf-Peiner Sandplatten bezeichnet, gehört zur niedersächsischen Großlandschaft der Geest, die weite Teile des Norddeutschen Tieflandes einnimmt.

## Lage
Die Burgdorf-Peiner Geest hat eine Fläche von rund 550 km². Ihre Grenzen sind im Norden die Allerniederung, im Süden die Braunschweig-Hildesheimer Lößbörde und teilweise der Mittellandkanal, im Osten die Okerniederung sowie die Hannoversche Moorgeest im Westen. Heute wird sie von den Orten Hannover, Burgdorf, Uetze, Braunschweig, Vechelde, Peine und Lehrte begrenzt.
Das Gebiet wird vom Mittellandkanal, von der A 2 und der B 188 in Ost-West-Richtung durchquert.

## Naturräumliche Gliederung
Die naturräumliche Haupteinheit der Burgdorf-Peiner Geestplatten ist Teil der Haupteinheitengruppe Weser-Aller-Flachland (Nummer 62, zweistellig) innerhalb des Norddeutschen Tieflandes (Großregion 1. Ordnung) und spaltet sich wie folgt in Unternaturräume auf:
- (zu 62 Weser-Aller-Flachland, D31)
  - 623 Burgdorf-Peiner Geestplatten[1][2]
    - 623.0 Hänigser Sande
    - 623.3 Edemissener Geest
    - 623.4 Peiner Geestplatte
    - 623.5 Untere Allerniederung
    - 623.6 Bortfelder Sandlößplatte
    - 623.7 Unteres Okertal

## Landschaft
Das gesamte Geestgebiet weist mit seinen dörflichen Siedlungen einen ausgeprägt ländlichen Charakter auf. Eine Ausnahme stellt die Industriestadt Peine dar.
Die Oberfläche der Burgdorf-Peiner Geest ist leicht gewellt. Sie wird durch Niederungen wie die der Fuhse (in Süd-Nord-Richtung verlaufend) sowie von Tälern mit Niedermooren gegliedert.

## Nutzung
Die ursprünglichen Wälder sind vielfach zu Äckern umgewandelt worden. Ein verbliebenes größeres Waldgebiet ist der Hämeler Wald bei Hämelerwald. Dominierend im Landschaftsbild sind Ackerflächen, wobei als Ackerfrüchte Roggen, Hafer und Kartoffeln gute Erträge bringen. Auf den sandigen, trockenen Böden ist der Spargelanbau weit verbreitet. Vor allem der Burgdorfer Spargel ist überregional bekannt. Wegen der nährstoffarmen Böden ist in der Landwirtschaft auch die Viehhaltung weit verbreitet. Bei Hänigsen tritt eine lehmige Grundmoräne dichter an die Oberfläche, wodurch sich die Bodenqualität verbessert. Die sandigen Bereiche der Geest sind meist mit forstwirtschaftlich genutzten Kiefernwäldern besetzt. Laubwald kommt nur vereinzelt in Form von Stieleichen-Birkenwald vor.